# Alicja Helman
Alicja Helman (ur. 19 maja 1935 w Radomiu, zm. 24 lutego 2021 w Torrevieja) – polska teoretyczka i historyczka filmu, eseistka, tłumaczka.

## Życiorys
Ukończyła studia muzykologiczne na Wydziale Historii Uniwersytetu Warszawskiego. W latach 1955–1973 pracowała w Instytucie Sztuki PAN w Warszawie, gdzie w 1963 roku obroniła doktorat z zakresu muzyki filmowej („Rola muzyki jako środka wyrazowego sztuki filmowej”), a następnie w 1966 roku uzyskała stopień doktora habilitowanego na podstawie rozprawy „Uwarunkowania materiałowo-techniczne struktury dzieła filmowego”. Była kierownikiem Zakładu Filmu i Telewizji Instytutu Literatury i Kulturoznawstwa Uniwersytetu Śląskiego w Katowicach (1973–1986) i Zakładu Filmu i Telewizji Instytutu Filologii Polskiej Uniwersytetu Jagiellońskiego w Krakowie (od 1986). Tytuł profesorski otrzymała w 1989 roku za badania z zakresu teorii filmu.
Członek PAU, Polskiego Towarzystwa Semiotycznego, Deutsche Gesellschaft fur Semiotic Studies, International Association for Semiotic Studies. 
Była siostrą Zofii Helman.

## Publikacje
- O dziele filmowym (1970 i 1981)
- Przedmiot i metody filmoznawstwa (1985)
- Film faktów i film fikcji (1977)
- Historia semiotyki filmu (1993)
- Rola muzyki w filmie (1996)
- Twórcza zdrada. Filmowe adaptacje literatury (1998)
- Urok zmierzchu. Filmy Luchina Viscontiego (2001)
- Podstawy wiedzy o filmie (2008)
- Historia myśli filmowej. Podręcznik (2008)
- Odcienie czerwieni. O filmowej twórczości Zhanga Yimou (2010)

## Odznaczenia, nagrody i wyróżnienia
- Nagroda im. Bolesława Michałka za najlepszą książkę filmową roku 2010 za Odcienie czerwieni. O filmowej twórczości Zhanga Yimou
- Złoty Krzyż Zasługi (1979)
- Krzyż Kawalerski Orderu Odrodzenia Polski (1996)
- Krzyż Oficerski Orderu Odrodzenia Polski (2004)
- Medal ZAiKS-u (2009)[4]
- Nagroda im. Krzysztofa Teodora Toeplitza (2016)[4]
- Nagroda Ministra Kultury i Dziedzictwa Narodowego za upowszechnianie kultury (2018)[5]